# Hipolit Łossowski
Hipolit Łossowski (ur. 9 lipca?/21 lipca 1881 w Nowogrodzie Siewierskim, zm. 10 lutego 1925 w Warszawie) – generał brygady Wojska Polskiego, pilot balonów sterowych, twórca wojsk balonowych II RP.

## Życiorys
Był synem Michała Tomasza (rejenta) i Leontyny z Sokołowskich. W czerwcu 1900 zdał egzamin dojrzałości w III Korpusie Kadetów w Moskwie. Służył w Armii Imperium Rosyjskiego jako podporucznik, m.in. w czasie wojny z Japonią. Ukończył później Oficerską Szkołę Aeronautyczną i pracował w niej jako instruktor pilotażu sterowców. W czasie I wojny światowej był zastępcą dowódcy sterowca Albatros, pomocnikiem dowódcy aeronautyki Frontu Zachodniego, dowódcą Szkoły Lotniczej w Moskwie, kierownikiem 7 Parku Lotniczego. Od października 1917 organizował i służył w Oddziale Awiacyjnym I Korpusu Polskiego w Rosji. Zdemobilizowany w lipcu 1918, przyjechał do Warszawy i działał w tajnej organizacji byłych wojskowych korpusów wschodnich.

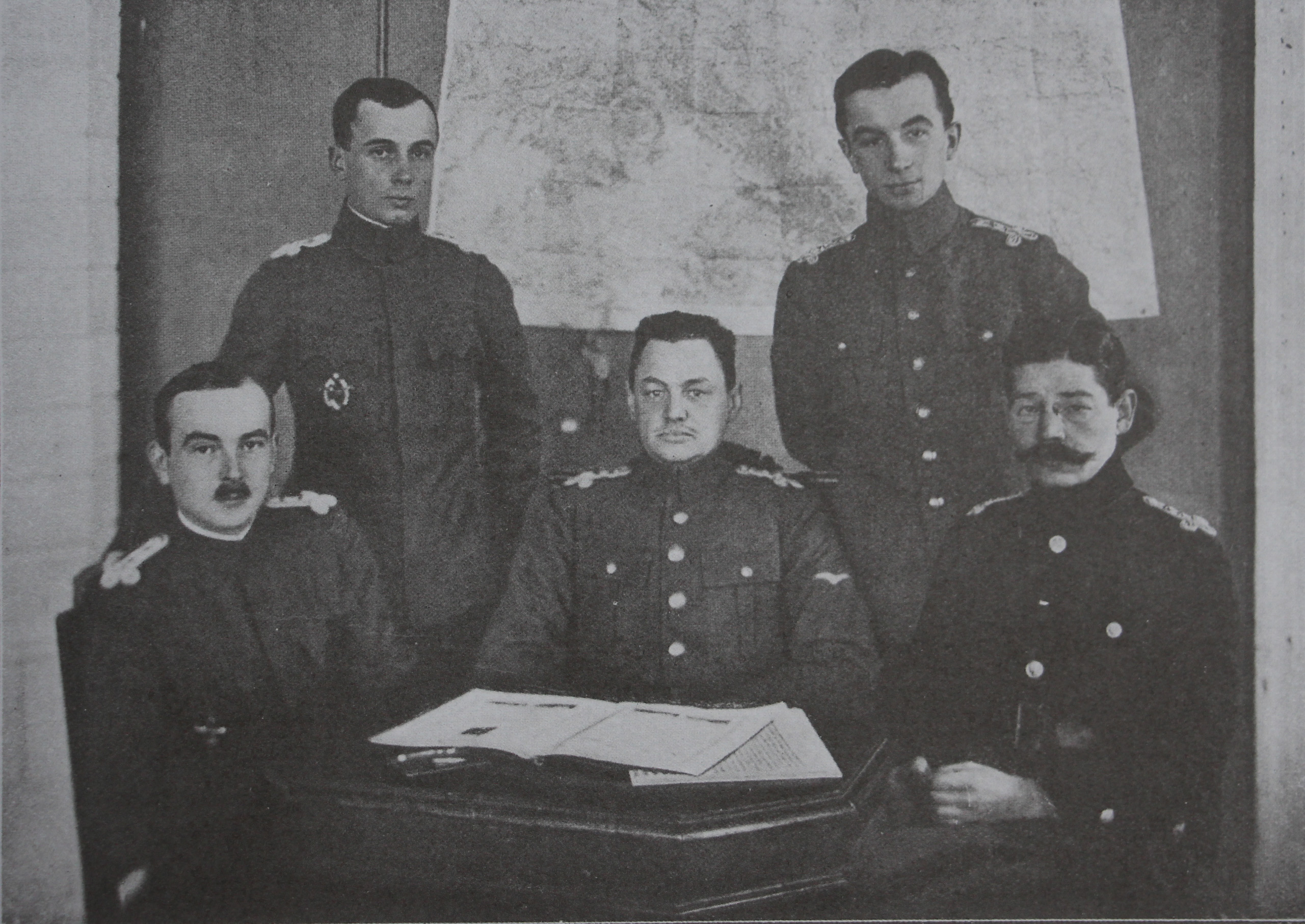
Pierwsze Dowództwo Wojsk Lotniczych w grudniu 1918; w centrum ppłk Hipolit Łossowski

3 listopada 1918 został przyjęty do Wojska Polskiego w randze podpułkownika. Kierował przejęciem z rąk niemieckich lotniska mokotowskiego. Pełnił następnie funkcje szefa Sekcji Żeglugi Powietrznej Ministerstwa Spraw Wojskowych (1918), dowódcy Wojsk Lotniczych przy Naczelnym Dowództwie, inspektora Wojsk Lotniczych (kwiecień 1919), dowódcy Brygady Lotniczej (od 25 września 1919), szefa służby aeronautycznej Dowództwa Okręgu Korpusu nr I w Warszawie, kierownika Centralnych Zakładów Lotniczych w Warszawie (do 1925). Zweryfikowany w randze pułkownika ze starszeństwem z dniem 1 czerwca 1919. W 1923 minister spraw wojskowych nadał mu tytuł pilota sterowcowego.
Wskutek przewlekłej choroby zmarł w Warszawie 10 lutego 1925. Został pochowany na Cmentarzu Wojskowym na Powązkach (kwatera A12-6-1). 14 października 1925 Prezydent RP Stanisław Wojciechowski awansował go pośmiertnie do stopnia generała brygady.
Był żonaty z Wandą z Wissmontów, którą poślubił 22 stycznia 1915 w Lidzie. Małżonkowie Łossowscy nie mieli dzieci.

## Ordery i odznaczenia
- Krzyż Oficerski Orderu Odrodzenia Polski (2 maja 1922)[7][8]
- Medal Niepodległości (pośmiertnie w 1933)
- Bojowe odznaczenia rosyjskie